# Tamiš
Tamiš (v srbski cirilici Тамиш, romunsko Timiș, madžarsko Temes, nemško Temesch) je največja reka v Banatu. Dolga je 359 kilometrov, od tega je 241 km v Romuniji in 118 km v Srbiji.
Izvira v pogorju Semenic v Banatskih planinah (Zahodni romunski Karpati). Teče proti severu skozi dolino, ki ločuje Zahodne in Južne romunske Karpate, teče skozi mesti Caransebeș in Lugoj. Nato zavije proti zahodu, teče mimo Temišvarja in prečka mejo s Srbijo (na 3,3 km dolgem odseku po reki poteka romunsko-srbska meja). Tu zavije proti jugu, teče vzporedno s Tiso in nato z Donavo, v katero se izlije nizvodno od Beograda pri mestu Pančevo.
V večjem delu toka je Tamiš nižinska reka, ki je zgodovinsko pogosto spreminjala strugo in skupaj z bližnjima Begejem in Brzavo tvorila obsežno močvirje. S hidrotehničnimi posegi, ki jih je začela že habsburška oblast v 18. stoletju, so večino močvirja izsušili, odsekali rečne rokave in meandre ter kanalizirali in poglobili strugo. Od leta 1967 se s Tamišem seka prekop sistema Donava–Tisa–Donava med Banatsko Palanko in Novim Bečejem. Hidromorfološka degradiranost, intenzivno kmetijstvo, komunalne in industrijske odplake so močno obremenile rečni ekosistem. Kljub kompleksnim protipoplavnim sistemom Tamiš občasno prestopi bregove; zadnja huda poplava se je zgodila spomladi 2005, ko je zalilo več banatskih vasi.
Leta 2023 je srbska vlada razglasila naplavno ravan Tamiša od romunske meje do kraja Opovo za zaščiteno območje – predel izjemnih odlik »Potamišje«.
- Tamiš v Romuniji
- Železni most čez Tamiš v Lugoju
- Nabrežje Tamiša v Pančevu
- Par svetilnikov na izlivu Tamiša v Donavo